# St. Johannes (Essenrode)

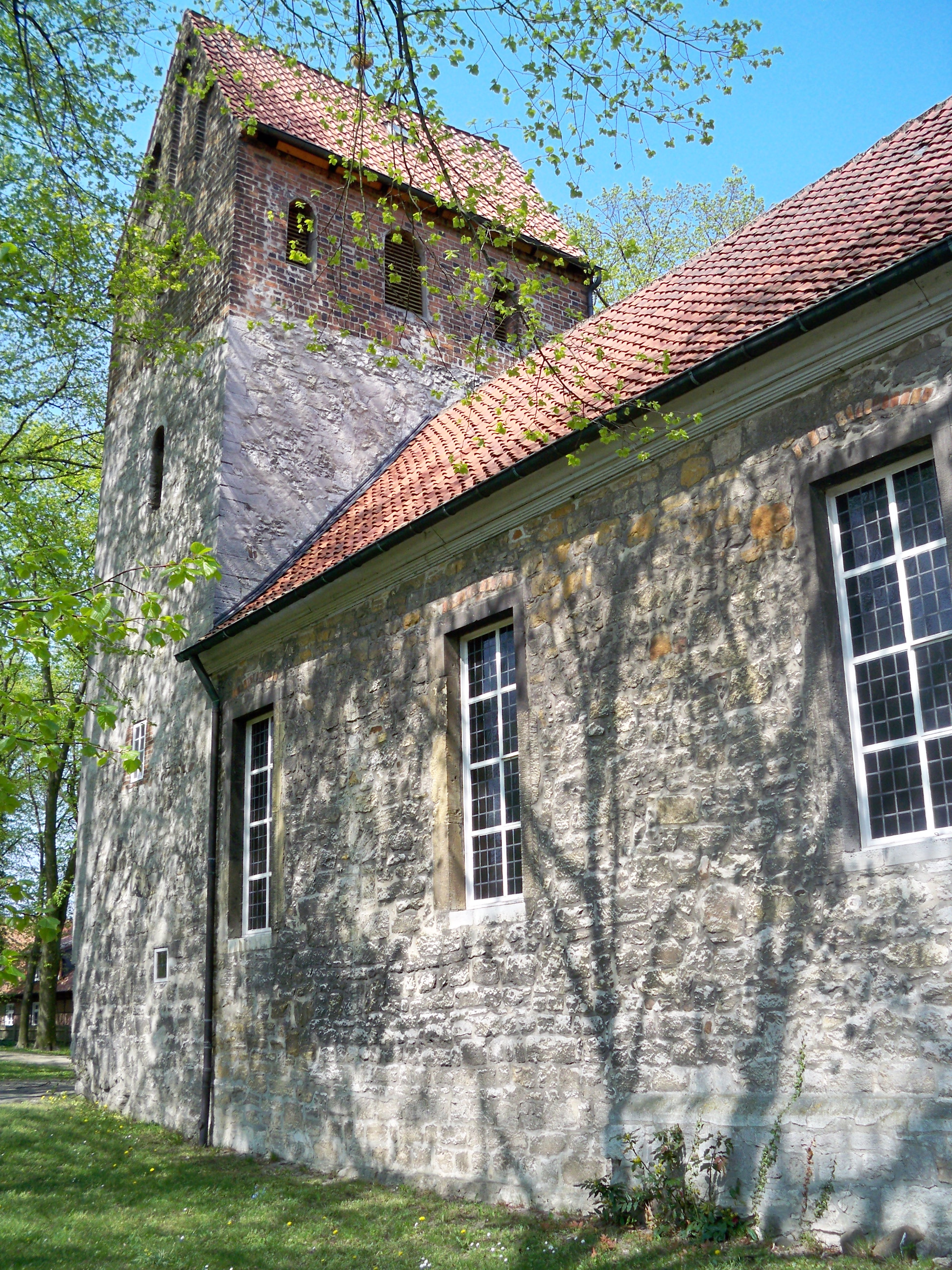
St. Johannes

Die evangelisch-lutherische, denkmalgeschützte Kirche St. Johannes steht in Essenrode, einem Ortsteil der Gemeinde Lehre im Landkreis Helmstedt in Niedersachsen. Die Kirchengemeinde gehört zum Kirchenkreis Gifhorn im Sprengel Lüneburg der Evangelisch-lutherischen Landeskirche Hannovers.

## Beschreibung
Die romanische Saalkirche aus Bruch- und Werksteinen wurde im 12. Jahrhundert errichtet. Sie besteht aus einem rechteckigen Kirchenschiff und im Westen aus einem querrechteckigen Kirchturm, die beide miteinander fluchten. Vom Vorgängerbau sind nur noch geringe Reste im unteren Teil des Turms und dem sich anschließenden Mauerwerk des Kirchenschiffs erhalten. Der Turm wurde in gotischer Zeit um ein Geschoss in Backstein erhöht und das Kirchenschiff nach Osten verlängert. Hinter den Klangarkaden des Turms befindet sich der Glockenstuhl, in dem zwei Kirchenglocken hängen. Die ältere wurde 1795, die jüngere 1956 von Friedrich Wilhelm Schilling gegossen. Das Kirchenschiff ist mit einem Satteldach, der Turm mit einem querliegenden Satteldach bedeckt. Auf der Nordseite befindet sich ein romanisches Portal, bekrönt mit einem Tympanon. Auf Veranlassung des Gutsbesitzers Gotthard Heinrich August von Bülow, der das Herrenhaus Essenrode erbaut hatte und das Kirchenpatronat innehatte, wurde der Innenraum zwischen 1737 und 1744 barock umgestaltet. Die Seitenwände wurden erhöht und die ursprüngliche Holzbalkendecke durch ein hölzernes Tonnengewölbe ersetzt.
Zur Kirchenausstattung gehört ein Kanzelaltar von 1744 verziert mit Schnitzwerk und einem Sprenggiebel, bekrönt durch den triumphierenden Christus. Er soll von Johann Friedrich Ziesenis gebaut worden sein. Ein hölzernes Epitaph hat die Form eines Flügelaltars, in dessen Mitte sich eine von Adam Offinger gemalte Kreuzigungsgruppe befindet. Außen sind Christi Geburt und die Himmelfahrt dargestellt. Im Zuge des Umbaus zwischen 1737 und 1744 wurde das Erbbegräbnis für die Familie von Bülow erweitert, das sich unter der Prieche befindet.
1760 wurde die für die Schlosskapelle der Burg Beyernaumburg 1702 gebaute Orgel in der Kirche von Essenrode aufgestellt. Sie wurde 1920 durch ein neues Werk von P. Furtwängler & Hammer mit elf Registern, 2 Manualen und einem Pedal ersetzt, das zwischen 1954 und 1963 durch Friedrich Weißenborn auf 7 Register und ein Manual reduziert wurde. 2002/03 wurde sie durch Bartelt Immer teilweise erneuert.